# Cairokee
Cairokee (in arabo كايروكي‎?, Kāyrwky) è un gruppo musicale egiziano formatosi nel 2003. È costituito dai musicisti Amir Eid, Sherif El Hawary, Tamer Hashem, Sherif Mostafa e Adam El-Alfy.

## Storia del gruppo
La formazione, fattasi conoscere durante la rivoluzione egiziana del 2011, si è contesa l'MTV Europe Music Award al miglior artista mediorientale del 2014 dopo aver pubblicato il terzo album in studio Al-sikkah shamāl. Hanno conseguito i loro primi ingressi nell'Official Egypt Chart dell'International Federation of the Phonographic Industry con Bsrḥ wātwh, traccia tratta dal settimo Rūmā (2022), e Tilka qaḍīyat (2023).
Nell'aprile 2024 è stata avviata una tournée musicale in Europa e America del Nord. Hanno ricevuto il Billboard Arabia Music Award al miglior gruppo e quello all'artista indie arabo dell'anno nel mese di dicembre.
Nel giugno 2025 hanno tenuto il loro primo concerto presso lo stadio Internazionale del Cairo.

## Formazione
- Amir Eid
- Sherif El Hawary
- Tamer Hashem
- Sherif Mostafa
- Adam El-Alfy

## Discografia

### Album in studio
- 2012 – Wa-anā maʻa nafsī qāʻd
- 2012 – Maṭlūb zaʻīm
- 2014 – Al-sikkah shamāl
- 2015 – Nās wannās
- 2017 – Nuqṭah byḍā
- 2019 – Abnāʼ al-baṭṭah al-sawdāʼ
- 2022 – Rūmā

### Raccolte
- 2020 – Kāyrwky min alāstwdyw
- 2021 – Classics, Vol. 1

### Singoli
- 2012 – Iḥnā al-shaʻb
- 2013 – Itjnān (feat. Aida el Ayoubi & Zap Tharwat)
- 2013 – Māta al-kalām
- 2013 – Mykāmylywn
- 2014 – Nās btrqṣ wannās btmwt
- 2017 – Dinosaur
- 2018 – Al-qalb ashtká
- 2019 – Sarah
- 2021 – Stw bsbstlw (feat. Ahmed Adaweyah)
- 2021 – Sāmwrāy
- 2022 – James dīn
- 2023 – Tilka qaḍīyat